# Gaetano Corticelli
Gaetano Corticelli (Bolonya, 22 de juny, 1804 - idem. 18 de març, 1840), fou un pedagog, pianista i compositor de la música italià.
Fou el fill de Clemente i Lucía Mazzoni, va ser alumne de la secundària municipal d'un mestre desconegut per al piano, i del pare Mattei per a la composició. Ja nomenat el 1821 com a acadèmic filharmònic, va exercir la seva activitat com a músic a Florència i Bolonya, dedicant-se principalment a l'ensenyament i composició de música per al seu instrument: tot i ser considerat a l'àmbit local un pianista especialitzat, lloat especialment per la seva gràcia i dolçor, de la seva forma de tocar, no va emprendre una carrera en solitari, limitant les seves aparicions públiques a actuacions de música de cambra: el 16 d'abril 1831 va participar al teatre Goldoni de Florència en una sessió acadèmica del pianista vienès M. J. Leidesdorf, amb qui va realitzar variacions en dos pianos; va acompanyar Maria Malibran a l'acadèmia de la famosa cantant l'11 de març de 1835 a la Societat del casino de Bolonya i el 26 de gener. 1837 va obtenir un gran èxit al "Teatro Comunale" de Bolonya amb la interpretació del seu trio junt amb el clarinetista D. Liverani i el violoncel·lista C. Parisini. El 3 de juny de 1839 la seva reputació com a professor el va fer obtenir el lloc de professor de piano a la secundària municipal de la seva ciutat. El 20 d'abril, l'alumna Isabella Pio di Savoia va organitzar en benefici de la família Corticelli, una gran gala vocal i instrumental, en la qual van participar els millors cantants i instrumentistes presents aleshores a Bolonya.
Corticelli va ser un fructífer autor de música de piano, publicant gairebé exclusivament a la casa Ricordi, sense indicació de data. Les seves composicions pertanyen majoritàriament al gènere pianisic, després en voga fantasies i variacions en temes operístics: va escriure sobre elles sobre els motius de Norma, La sonnambula i I puritani de Bellini, Marino Faliero, Pia de' Tolomei i Parisina d'Este Gaetano Donizetti, d'Elisa e Claudio, ossia L'amore protetto dall'amicizia de Saverio Mercadante, de La fidanzata corsa de Giovanni Pacini, de Guglielmo Tell de Gioachino Rossini, dUn'avventura di Scaramuccia de Luigi Ricci, del croat i Margherita d'Anjou de Giacomo Meyerbeer i de Daniel Auber La Fiancée i Le Maçon. Aquí s'ha d'afegir les dues Fantasies romàntiques: El somni de l'exili, op. 59 i la Fantasia Romàntica, op. 67; peces característiques com El petó extrem i diverses composicions per a piano de quatre mans: sis poloneses, algunes sonates, una diversió sobre temes d'Auber com La Muette de Portici, i variacions d'òpera encara, en temes dAnna Bolena i Marino Faliero de Donizetti. Corticelli va ser també l'autor de música de cambra: entre els quals va compondre àries per al cant i el piano (Il·lusió, Cant, retret, amorós, Oració, excusa, El munt de flors, L'oreneta, La rosa, La Trobadour), tres fantasies per a piano i clarinet sobre motius de Guglielmo Tell de Rossini, Norma de Bellini i La Muette de Portici d'Auber, Fantasia per a piano i fagot a Otello de Rossini, tres trio per a piano, oboè i fagot, i jo tres gèneres; tres grans trio per a piano, clarinet i violoncel: gènere romàntic, gènere fantàstic, gènere religiós.
Les composicions de Corticelli van haver de gaudir d'un cert èxit en la seva època, si l'editorial Ricordi va inserir a Strenna un Notturno de Corticelli al costat de peces de Franz Liszt, Gioachino Rossini, Gaetano Donizetti.
La característica més evident de la seva música és un "cert drama apassionat d'un estil pre-Verdi" (S. Martinotti, p. 327), que informa moltes de les seves composicions, apropant-lo així al moviment romàntic italià. Hi ha nombrosos efectes operístics en el seu pianisme, predominant pel que fa a investigacions adequadament instrumentals.